# Тепалькатепек
Тепалькатепек (исп. Tepalcatepec) — город и административный центр одноимённого муниципалитета в мексиканском штате Мичоакан. Численность населения, по данным переписи 2010 года, составила 15 221 человек.